# Liam O'Flaherty
Liam O'Flaherty (28 de agosto de 1896 — 7 de septiembre de 1984) fue un novelista y cuentista irlandés de nota y una figura de importancia en el Renacimiento Irlandés.
Liam nació en el remoto Gort na gCapall, Inishmore ("Isla Grande" una de las islas Aran), en el condado de Galway. Como mucha gente en Irlanda en esa época, hablaba gaélico, algo en lo que no fue apoyado por su familia.

## Primeros años
En 1908, a los 12 años comenzó la educación secundaria. Asistió al colegio de Rockwell, después al Holy Cross y posteriormente, a la Universidad de Dublín. Según el diario Sunday Times también asistió al colegio Beldevere y al colegio universitario de Blackrock. Estudió religión y contempló la posibilidad de convertirse en sacerdote pero en 1917 abandonó los estudios y se alistó a las Irish Guards del Ejército Británico. 
Durante este periodo luchó en la Primera Guerra Mundial donde fue herido, y debido a los duros bombardeos que su regimiento sufrió, se retiró por el shock que le produjo participar en la guerra. 
Después de su recuperación, participó activamente en la Revolución Irlandesa y en la Guerra Civil que la siguió. Como era partidario del lado "republicano radical", que demandaba independencia completa para toda Irlanda (oponiéndose al sector que aceptaba la partición entre la República e Irlanda del Norte) se vio obligado a buscar refugio en Francia.
Tiempo después, en 1933, sufrió una recaída en su enfermedad mental que se cree fue debido a sus experiencias en los campos de batalla.

## Obra
La vida de O'Flaherty sufrió algunos cambios más a consecuencia de la guerra; se mudó a EE. UU., donde se asentó por un tiempo en Hollywood y se dedicó a escribir.
Muchas de sus obras tienen en común los temas de la naturaleza e Irlanda. De hecho, algunas de sus mejores obras están escritas originalmente en gaélico, el idioma que su padre no quería que hablara. A pesar de eso, nunca consideró el hecho de escribir en su idioma nativo como algo especial. En una carta a The Sunday Times declaró que "escribir en gaélico nunca ha sido un hecho de mayor importancia" y agrega que algunos escritores irlandeses que escriben en ese idioma han recibido poco reconocimiento.
En 1923 publicó su primera novela: "Thy Neighbor's Wife", que está considerada como una de sus mejores obras. 
En 1925 recibió el premio "Tait Black Memorial" en la categoría de ficción por su obra El delator, llevada al cine unos años más tarde por su primo, el famoso director de cine John Ford (hubo una versión anterior con mucha menos trascendencia).
En los años siguientes publicó otras novelas y relatos breves. Este periodo terminó (1933) con el desiliquibrio mental ya mencionado. Hasta 1950, además de seguir escribiendo se dedicó a viajar tanto por EE. UU. como por Europa.
Hacia el fin de su vida, publicó una colección de cuentos cortos en gaélico: Dúil, considerada una de las mejores obras que publicó, además de ser considerada por algunos como quizás la mejor escrita en irlandés.
Muchas de las cartas que escribió en ese periodo fueron publicadas después de su muerte. En ellas se hizo aparente que tenía una gran admiración por la cultura francesa y rusa, una de las posibles razones por las que cambió su ideología hacia el comunismo. Vale acotar sin embargo que muchos que como él estaban en el lado duro del republicanismo Irlandés (Ejército Republicano Irlandés o "IRA oficial" ) fueron o llegaron a ser comunistas.

## Muerte y memoria
Liam O'flaherty murió el 7 de septiembre de 1984. Después de su muerte muchos de sus trabajos fueron reeditados junto con algunas de sus cartas. Hoy en día los críticos y expertos consideran a Liam O'Flaherty como un gran escritor del siglo XX. También se le recuerda como una de las voces más fuertes de la cultura irlandesa.

## Obras
Entre sus novelas más destacadas se encuentran:
- Thy Neighbour's Wife (1923)
- The Informer (1925) - El delator (Trad. Gabriela Bustelo, Libros del Asteroide)
- Mr. Gilhooley (1926)
- The Return of the Brute (1929)
- Short Stories (1937; revisado en inglés en 1956)
- Famine (1937) - En un valle de Irlanda (Trad. Requel W. de Ortiz, 1946) y Hambre (Trad. Enrique Hegewicz, 1982)
- Land (1946)
- Two Lovely Beasts and Other Stories (1950)
- Insurrection (1951) - Insurrección (Alianza Editorial, 1985)
- Dúil (1953) - Deseo (Nórdica Libros, 2012)
- The Pedlar's Revenge and Other Stories (1976)

Entre sus mejores cuentos cortos se encuentran: 
- The Sniper (El Francotirador)
- Civil War (Guerra Civil)
- The Shilling (La Moneda)
- Going into Exile (Viaje al Exilio)
- A Red Petticoat (Una Enagua Roja)